# Сан-Жуан-де-Овар
Сан-Жуан-де-Овар (порт. São João de Ovar)  —  район (фрегезия) в Португалии,  входит в округ Авейру. Является составной частью муниципалитета  Овар. Находится в составе крупной городской агломерации Большое Авейру. По старому административному делению входил в провинцию Бейра-Литорал. Входит в экономико-статистический  субрегион Байшу-Воуга, который входит в Центральный регион. Население составляет 6695 человек. Занимает площадь 13,94 км².
Покровителем района считается Святой Иоанн (порт. S.João). 